# Calligonum turkestanicum
Calligonum turkestanicum là một loài thực vật có hoa trong họ Rau răm. Loài này được (Korovin) Pavlov mô tả khoa học đầu tiên năm 1933.